# Lettre à ma mère
 (juillet 2020).
Si vous disposez d'ouvrages ou d'articles de référence ou si vous connaissez des sites web de qualité traitant du thème abordé ici, merci de compléter l'article en donnant les références utiles à sa vérifiabilité et en les liant à la section « Notes et références ».
Lettre à ma mère est une œuvre autobiographique de Georges Simenon.
Dicté au 12 avenue des Figuiers, à Lausanne (Vaud). Son enregistrement est achevé le 18 avril 1974 et révisé le 19 juin 1974.
Première édition aux Presses de la Cité en novembre 1974.

## Résumé
« L'auteur s'interroge sur le fond de ses relations équivoques, tendues et intenables par leur intensité, qui l'unissent à sa mère. Somme toute, ce sont ces relations, parfois dramatiques qui ont dominé l'enfance et l'adolescence de l'écrivain, et qui l'ont façonné. Ce sont elles qui l'ont incité, non seulement à rejeter le type de famille, de société, de
civilisation ou de culture incarné par sa mère, mais elles l'ont aussi amené à partir, à fuir le toit maternel. »
Mathieu Rutten.

## Aspects particuliers
Lettre à ma mère est dicté en quelques jours, trois ans après le décès d'Henriette Brüll, la mère de Simenon.
« C'est à la fois la vie de ma mère et la mienne, avec tout ce qu'il y a eu entre nous d'incompréhension, d'affection aussi, parfois d'hostilité. »
Georges Simenon.

## Fiche signalétique de l'ouvrage

### Cadre spatio-temporel
En 1970, Simenon est appelé au chevet de sa mère. Huit jours durant, il reste près d'elle, à l'Hôpital de Bavière (Liège, Belgique). Un face-à-face intense et étrange, dominé par la force de leurs regards et l'éloquence de leur mutisme, qui conduit ces deux êtres aux sources de leurs (fortes !) personnalités.

## Adaptations
- Adapté et réalisé par Robert Benoît en 2012, avec Robert Benoît dans le rôle de Simenon. Présent au festival d’Avignon 2014.